# Nowy Korczyn (gromada)
Nowy Korczyn – dawna gromada, czyli najmniejsza jednostka podziału terytorialnego Polskiej Rzeczypospolitej Ludowej w latach 1954–1972.
Gromady, z gromadzkimi radami narodowymi (GRN) jako organami władzy najniższego stopnia na wsi, funkcjonowały od reformy reorganizującej administrację wiejską przeprowadzonej jesienią 1954 do momentu ich zniesienia z dniem 1 stycznia 1973, tym samym wypierając organizację gminną w latach 1954–1972.
Gromadę Nowy Korczyn z siedzibą GRN we Nowym Korczynie (wówczas wsi) utworzono – jako jedną z 8759 gromad na obszarze Polski – w powiecie buskim w woj. kieleckim, na mocy uchwały nr 13a/54 WRN w Kielcach z dnia 29 września 1954. W skład jednostki weszły obszary dotychczasowych gromad: Nowy Korczyn ze zniesionej (jednostkowej) gminy Nowy Korczyn, Grotniki Duże, Grotniki Małe i Podraje-Podzamcze ze zniesionej gminy Grotniki oraz Łęka ze zniesionej gminy Pawłów w tymże powiecie. Dla gromady ustalono 27 członków gromadzkiej rady narodowej.
Gromada przetrwała do końca 1972 roku, czyli do kolejnej reformy gminnej. 1 stycznia 1973 powstała obecna gmina Nowy Korczyn, o zupełnie innym, dużo większym, obszarze niż gmina Nowy Korczyn z lat 1870-1954.